# Apona fuliginosa
Apona fuliginosa là một loài bướm đêm thuộc họ Eupterotidae. Loài này được Yasunori Kishida mô tả năm 1993. Loài này được phát hiện tại Đài Loan.
Sải cánh của loài này dài 54 mm ở con đực và 67 mm ở con cái. Cánh trước màu xám đậm, các vùng giữa và dưới đầu màu xám nhạt. Cánh sau màu đất son xám, có năm đường ngang. Nơi ghi nhận mẫu vật điển hình là Đại Vũ lĩnh, Tú Lâm; mẫu định danh và mẫu vật thường của loài được lưu giữ tại Viện bảo tàng Khoa học và Tự nhiên Quốc gia, Nhật Bản.
Loài này phân bố ở các vùng núi của Đài Loan ở độ cao từ 2.100 đến 2.500 mét so với mực nước biển. Bướm đêm trưởng thành chỉ được ghi nhận từ tháng 10 đến tháng 12. Râu của con đực và con cái trưởng thành của loài này phát triển hơn các loài khác trong cùng họ Erebidae được tìm thấy ở Đài Loan.